# HP-35

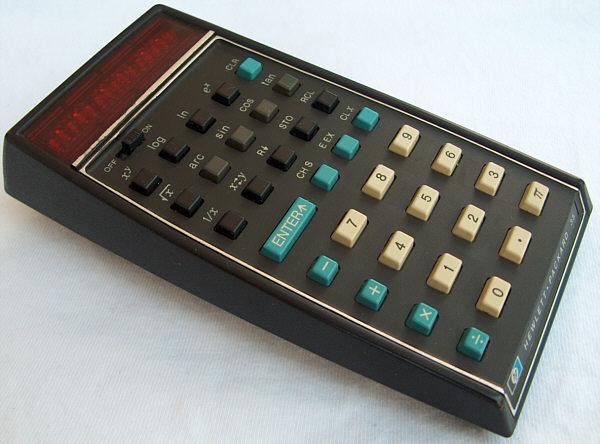
La calculadora HP 35

La HP 35 fue la primera calculadora de bolsillo fabricada por la empresa estadounidense Hewlett-Packard y la primera calculadora científica de bolsillo del mundo con funciones trigonométricas, logarítmicas y exponenciales. Como algunas de las calculadoras de escritorio de HP previas, usaba la notación polaca inversa (RPN). Fue presentada al público con un precio de US$395, y estuvo disponible desde el 4 de enero de 1972 hasta 1975. Durante ese tiempo, se vendieron más de 300.000 unidades.
Estudios de mercado de ese entonces habían mostrado que no había un mercado para las calculadoras de tamaño bolsillo. Sin embargo, el cofundador de Hewlett Packard, el ingeniero estadounidense Bill Hewlett comenzó el desarrollo de una calculadora «HP-9100 del tamaño de un bolsillo de camisa», y resultó que los informes sobre el mercado eran incorrectos. En los primeros meses las órdenes estaban excediendo las expectativas de HP en cuanto al tamaño entero del mercado. Antes de la calculadora HP-35, los únicos dispositivos portátiles prácticos para realizar funciones trigonométricas y exponenciales eran las reglas de cálculo. En ese entonces, las calculadoras de bolsillo existentes solo tenían cuatro funciones, es decir, solo podían sumar, restar, multiplicar y dividir. Originalmente había sido conocida simplemente como «La Calculadora», pero Hewlett sugirió que debía ser llamada la HP 35 porque tenía 35 teclas.

## Descripción

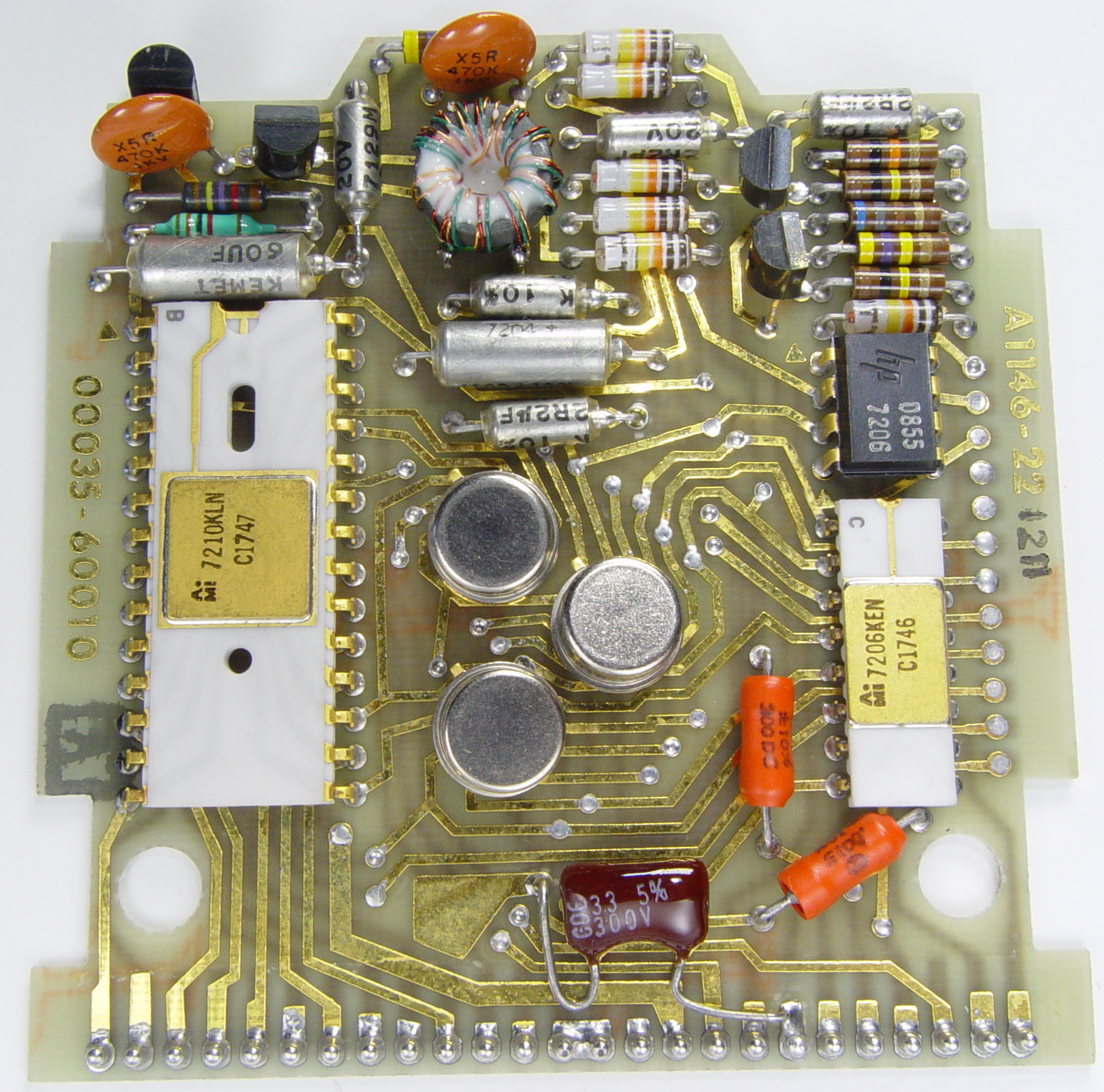
Placa principal de la HP-35

La calculadora usaba una pantalla a base de diodos led de quince dígitos con coma decimal flotante (punto decimal, ya que usaba las convenciones estadounidenses para los decimales) para los números que podían ser mostrados en ese formato, pero cambiaba automáticamente a notación científica para números que lo excedieran. La pantalla era capaz de mostrar un significante (parte significativa) de 10 dígitos más su signo y una coma (punto) decimal y un exponente de dos dígitos más su signo. La multiplexación de los dígitos de la pantalla fue diseñada para iluminar un solo segmento led a la vez, en lugar de un solo dígito led, porque las investigaciones de Hewlett Packard habían demostrado que con este método era percibida por el ojo humano como más brillante para una energía equivalente.
La calculadora usaba tres baterías de NiCd de tamaño "AA" ensambladas en un paquete de batería desprendible, de diseño propietario de HP. Como los paquetes de batería de reemplazo ya no están disponibles en el mercado, bien los usuarios usan las calculadoras HP 35 existentes con un transformador de corriente alterna o deben reconstruir el paquete de baterías por sí mismos usando pilas disponibles. Un cargador de batería externo también estaba disponible en el mercado y la calculadora podía también funcionar desde el cargador, con o sin las baterías instaladas. Internamente, la calculadora fue organizada alrededor de un chipset serial (un bit), procesando números de coma flotante de 56 bits, representando números de 14 dígitos BCD.

## Descendientes
La HP 35 fue el comienzo de una familia de calculadoras relacionadas, todas compartiendo un empaquetado mecánico similar:
- A la HP 45 le fueron agregadas muchas más características, como la habilidad de controlar el formato de salida (en lugar del formato puramente automático de la HP 35). También poseía la característica no documentada de temporizador. El temporizador funcionaba aunque no era suficiente preciso para ser usado como cronómetro debido a la carencia de un oscilador de cristal en la circuitería.
- La HP 65 agregó capacidad de programación, con almacenamiento del programa en tarjetas magnéticas de formato propietario.
- La HP 55, una continuación menos costosa de la HP 65, proporcionó almacenamiento en memoria para programas más pequeños, pero no tenía ningún almacenamiento externo. El temporizador que estaba ya presente en la HP 45 ahora era controlado por un oscilador de cristal para alcanzar la exactitud necesaria y fue documentado explícitamente.
- La HP 67 se amplió en la programabilidad de la HP 65, y añadió códigos de teclas completamente combinados.
- La calculadora HP 80 y la más económica HP 70 proporcionaron funciones financieras, en vez de científicas, tales como valor futuro y valor actual neto ya que estaban dirigidas a usuarios que trabajaban con cálculos de economía y finanzas.

Las calculadoras que siguieron usaron varios empaquetados mecánicos pero la mayoría eran operacionalmente similares. La HP 25 era un modelo más pequeño y más económico de calculadora científica programable sin el lector de tarjeta magnética, con muchas características como la HP 65. La HP 41C fue un adelanto importante en programabilidad ofreciendo memoria de tecnología CMOS de modo que los programas no se perdieran cuando la calculadora fuera apagada. Era la primera calculadora en ofrecer capacidades alfanuméricas tanto para la pantalla como para el teclado. Cuatro puertos externos debajo del área de la pantalla permitieron la expansión de la memoria (con módulos RAM), además de la carga de programas adicionales (con módulos de ROM) y la interconexión de una amplia variedad de periféricos incluyendo el HP IL (el "HP Interface Loop"), una versión reducida del bus de instrumentos HPIB/GPIB/IEEE-488. Posteriormente, en las calculadoras HP 28C y el HP 28S fue incorporada mucha más cantidad de memoria y una metáfora de programación substancialmente diferente y más poderosa.

## Trivial
- La pantalla de 15 caracteres de la HP 35, cuando era vista al revés, podía producir un número limitado de mensajes alfabéticos. Por ejemplo, 710.77345 se leería como "SHELL OIL". La muestra más extravagante fue probablemente 57738.57734 E+40 que se leería como "Oh hELLS BELLS".
- La HP 35 tenía exactamente 14,7 cm de largo y 8,1 cm de ancho. Este era el tamaño del bolsillo establecido por William Hewlett, de allí lo de "calculadora de bolsillo".
- El requerimiento de energía de la pantalla de LEDs fue el responsable de la corta vida entre cargas de la batería de la HP 35, cerca de tres horas. Para prolongar el tiempo de funcionamiento y evitar dañar por exceso de uso del interruptor deslizante de encendido/apagado, los usuarios podían presionar la tecla del punto decimal para forzar la pantalla a iluminar solo un segmento del led.
- La HP 35 calculaba funciones aritméticas, logarítmicas, y trigonométricas, sin embargo, la implementación completa usó solamente 767 instrucciones cuidadosamente elegidas (7670 bits), en lo que es una maravilla de la programación concisa.
- La introducción de la HP 35 y otras calculadoras científicas de capacidad similar por parte del fabricante estadounidense Texas Instruments pronto señaló el fin de la regla de cálculo como símbolo de estatus entre estudiantes de ciencias e ingeniería. Las fundas de las reglas de cálculos fueron desapareciendo para dar paso a las fundas de la "regla de cálculo electrónica", y las universidades comenzaron a abandonar las clases de regla de cálculo de su currículo.